# Eleonore Noelle
Eleonore Noelle (30 de enero de 1924-3 de marzo de 2004) fue una actriz alemana.

## Biografía
Nacida en Lüdenscheid, Alemania, Eleonore Noelle se graduó en la escuela del Deutsches Theater de Berlín. Debutó en el escenario como Gretchen en una representación de la obra Fausto llevada a escena en la actual ciudad de Piła. En 1944 fue llevada por Otto Falckenberg a Múnich, donde actuó en el Teatro de Cámara, aunque también trabajó en Fráncfort.
Además hizo algunas actuaciones para la televisión, donde destaca su participación en el telefilm de Paul Verhoeven Nachtasyl, así como en un episodio de la serie Der Alte titulado Der Alte schlägt zweimal zu.
Sin embargo, Eleonore Noelle fue conocida por el público gracias a su trabajo como actriz de voz, actividad que inició en 1949 y que la llevó a ser una de las más ocupadas de su tiempo. Entre las actrices a las que dobló figuran Anouk Aimée, Lauren Bacall, Ingrid Bergman, Claudette Colbert, Angie Dickinson, Marlene Dietrich, Ava Gardner, Rita Hayworth, Grace Kelly, Deborah Kerr, Jeanne Moreau, Simone Signoret, Elizabeth Taylor, Ingrid Thulin, Lana Turner y Shelley Winters.
Otra faceta interpretativa de Noelle fue su trabajo radiofónico. Entre otras emisiones, pudo ser escuchada en 1959 en el programa de Bayerischer Rundfunk Paul Temple und der Fall Conrad, en el que actuaban también Karl John y Rosemarie Fendel.
Eleonore Noelle falleció en el año 2004 en Gauting, Alemania. Había estado casada con el actor Wolfgang Büttner.

## Filmografía (selección)
- 1959 : Nachtasyl (telefilm)
- 1962 : So war Mama (telefilm)
- 1973 : Der rote Schal (miniserie TV)
- 1976 : Seniorenschweiz (telefilm)
- 1977 : Der Alte (serie TV), episodio Der Alte schlägt zweimal zu